# تپه جین
تپه جین مربوط به دوره ساسانیان است و در شهرستان خمین، بخش کمره، دهستان چهارچشمه، روستای مزرعه قاسم واقع شده و این اثر در تاریخ ۲۰ اسفند ۱۳۸۵ با شمارهٔ ثبت ۱۸۰۳۹ به‌عنوان یکی از آثار ملی ایران به ثبت رسیده است.